# Эбехико
Эбехико (исп. Ebéjico) — город и муниципалитет на западе Колумбии, на территории департамента Антьокия. Входит в состав субрегиона Западная Антьокия.

## История
Поселение из которого позднее вырос город было основано 1 ноября 1830 года. Муниципалитет Эбехико был выделен в отдельную административную единицу в 1833 году.

## Географическое положение

Муниципалитет Эбехико

Город расположен в западной части департамента, в гористой местности Центральной Кордильеры, к востоку от реки Каука, на расстоянии приблизительно 17 километров к западу-северо-западу (WNW) от Медельина, административного центра департамента. Абсолютная высота — 1337 метров над уровнем моря.

Муниципалитет Эбехико граничит на севере с муниципалитетом Сопетран, на северо-востоке — с муниципалитетом Сан-Херонимо, на востоке — с муниципалитетом Медельин, на юге — с муниципалитетами Эликония и Армения, на западе — с муниципалитетом Анса, на северо-западе — с муниципалитетом Санта-Фе-де-Антьокия. Площадь муниципалитета составляет 235 км².

## Население
По данным Национального административного департамента статистики Колумбии, совокупная численность населения города и муниципалитета в 2012 году составляла 12 516 человек.
Динамика численности населения муниципалитета по годам:
| 2005   | 2006   | 2007   | 2008   | 2009   | 2010   | 2011   | 2012   |
| ------ | ------ | ------ | ------ | ------ | ------ | ------ | ------ |
| 12 511 | 12 506 | 12 514 | 12 510 | 12 515 | 12 520 | 12 515 | 12 516 |

Согласно данным переписи 2005 года мужчины составляли 51,1 % от населения Эбехико, женщины — соответственно 49,9 %. В расовом отношении белые и метисы составляли 99,6 % от населения города; негры, мулаты и райсальцы — 0,4 %.
Уровень грамотности среди всего населения составлял 79,8 %.

## Экономика
Основу экономики Эбехико составляет сельскохозяйственное производство. На территории муниципалитета выращивают бананы, кофе и какао. Развито скотоводство. К продуктам муниципального экспорта также относится традиционное лакомство панела.

49,4 % от общего числа городских и муниципальных предприятий составляют предприятия торговой сферы, 32,2 % — предприятия сферы обслуживания, 14 % — промышленные предприятия, 4,4 % — предприятия иных отраслей экономики.